# Powerwolf
Powerwolf és un grup de Power Metal de Alemanya format el 2003. El grup caracteritzada per les seves temàtiques religioses en les quals barreja líricament conceptes satànics i religiosos i per les referències a llegendes sobre vampirs i homes llop.

## Membres
- Attila Dorn – Veu
- Matthew Greywolf – Guitarra
- Charles Greywolf – Guitarra/Baix
- Falk Maria Schlegel – Keyboard
- Roel van Helden – Bateria

## Antics membres
- Stéfane Funèbre – Bateria
- Tom Diener – Bateria

## Discografia
- 2005 – Return in Bloodred
- 2007 – Lupus Dei
- 2009 – Bible of the Beast
- 2011 – Blood of the Saints
- 2013 – Preachers of the Night
- 2015 – Blessed & Possessed
- 2018 – The Sacrament of Sin
- 2019 – Metallum Nostrum
- 2021 – Call of the Wild
- 2022 – Missa Cantorem ll
- 2023 – Interludium
- 2024 – Wake Up the Wicked